# Ypthima dromonides
Ypthima dromonides är en fjärilsart som beskrevs av Charles Oberthür 1891. Ypthima dromonides ingår i släktet Ypthima och familjen praktfjärilar. Inga underarter finns listade i Catalogue of Life.